# Gare de Laghouat
La gare de Laghouat est une gare ferroviaire algérienne située sur le territoire de la commune de Laghouat, dans la wilaya de Laghouat.

## Situation ferroviaire
Établie à une altitude de 790 m, la gare est située au point kilométrique (PK) 253 de la ligne de Boughezoul à Laghouat, dont elle est le terminus et où elle est précédée de la  gare de Sidi Makhlouf.
| \| Laghouat Sidi Makhlouf \| Localisation de la gare de Laghouat dans sa wilaya. |
| Laghouat Sidi Makhlouf                                                           |

## Histoire
La gare est mise en service le 29 octobre 2023 lors de l'inauguration de la ligne de Boughezoul à Laghouat,.

## Service des voyageurs

### Desserte
La gare de Laghouat est desservie par les trains régionaux des liaisons :
- Boughezoul - Laghouat ;
- Djelfa - Laghouat.